# Cuffy (persoon)

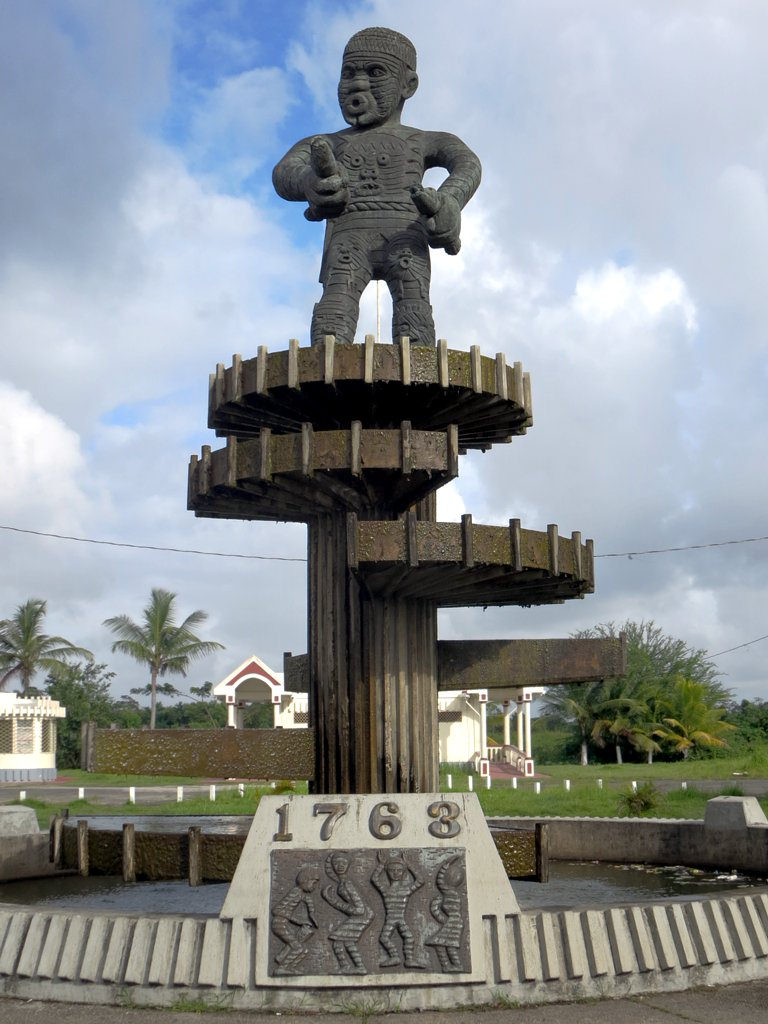
Monument voor Cuffy in Georgetown, Guyana

Cuffy, Kofi of Coffy (overleden na 13 mei 1763) was aanvoerder van een slavenopstand van meer dan 2500 slaven in de Hollandse kolonie Berbice (in het huidige Guyana) in 1763. Cuffy was van Akan-afkomst. Hij werd in West-Afrika geboren en vandaar als slaaf door de WIC naar Berbice verhandeld. Daar werkte hij als huisslaaf op de plantage Lelienburg. Cuffy is een nationale held van Guyana.

## Opstand
Op 23 februari 1763 kwamen de slaven in het gebied in opstand onder leiding van Cuffy, Cosala, Accabre, Atta, Akara en Goussari. In die tijd telde de hele kolonie slechts 346 blanken (mannen, vrouwen en kinderen) en 3833 Afrikaanse slaven. Vrijwel alle blanken ontvluchtten hun plantages, richting het noorden. Ongeveer veertig van hen vonden de dood.
De opstandelingen hielden het grootste deel van Berbice gedurende tien maanden bezet. Plantages werden verwoest, huizen verbrand en suikermolens onklaar gemaakt. Vanuit plantage Lelienburg vielen Cuffy en zijn mensen de plantages Juliana (Vlissengen), Mon Repos, Essendam, St. Elizabeth, Alexandra en Altenklingen, Hollandia en Zeelandia aan en namen dezen in, waarna ze naar Fort Nassau trokken. Plantage De Peereboom werd op 3 maart 1763 aangevallen en de hierheen gevluchte blanken gevangengenomen, voordat Cuffy en zijn mensen hun laatste strijd om Fort Nassau planden. 
Op 2 april deed Cuffy een vredesvoorstel aan gouverneur Wolfert Simon van Hoogenheim: Berbice zou worden verdeeld tussen de blanken en de Afrikanen. De gouverneur stuurde geen antwoord, maar zocht ondertussen hulp in de nabijgelegen kolonies Suriname en Essequibo. Toen een antwoord uitbleef werd op 13 mei de aanval ingezet, die echter met grote verliezen werd teruggeslagen.
Verdeeldheid onder de rebellen en het arriveren van versterkingen voor de Nederlanders leidden ertoe dat de opstand uiteindelijk werd neergeslagen. Akara leidde niet-afgesproken aanvallen op Dageraad, op een moment waarop Europese versterking aangekomen was, en het Afrikaanse slavenleger leed zware verliezen. Cuffy kreeg een hevig meningsverschil met Akara. Akara werd afgezet en gedwongen te werken tussen de manschappen. Vervolgens sloot Akara een bondgenootschap met Atta tegen Cuffy. Kort daarna pleegde Cuffy zelfmoord.
De slavenopstand van Berbice was de eerste serieuze poging van een grote groep slaven in Guyana om hun vrijheid terug te winnen. Ook was het de eerste georganiseerde poging van slaven om hun vrijheid te herwinnen in het hele Amerikaanse continent. Het was de grootste opstand tot dan toe, tot aan de slavenopstand op Saint-Domingue in 1791.

## Jaarlijkse herdenking
De verjaardag van de slavenopstand van Cuffy, 23 februari, wordt sinds 1970 gevierd in Guyana als 'dag van de republiek'. In het centrum van Georgetown is een monument opgericht voor Cuffy.